# スポルティヴヌィイ・コムプレクス・シェリフ
スポルティヴヌィイ・コムプレクス・シェリフ（ロシア語: Спортивный комплекс «Шериф», 英語: Sports complex “Sheriff”, ルーマニア語: Complexul sportiv “Sheriff”）は、モルドバのティラスポリにあるスポーツ複合施設である。
敷地面積は50ヘクタール以上で、スタジアム、サッカーアカデミー、練習場、プール、テニスコートなどの施設がある。スタジアムはグラヴナヤ・アレナ（ロシア語: Главная арена, 英語: Main arena）、マラヤ・アレナ（ロシア語: Малая арена, 英語: Small arena）、クルィタヤ・アレナ（ロシア語: Крытая арена, 英語: Covered arena）がある。

## 概要
2000年8月1日にスポーツ複合施設シェリフの建設が開始された。
2002年7月にメインアリーナが開場した。スタジアムには折り畳み式の座席が設置されており、すべてのスタンドは屋根に覆われている。2011年、欧州サッカー連盟のスタジアム規定が変更されたことに関連して、大規模な改修が行われた。UEFAスタジアムカテゴリーはカテゴリー4。
2002年9月に第2のアリーナが開場した。スモールアリーナは国際陸上競技連盟の基準を満たすトラックが設置された多目的スタジアムである。2011年に大規模な改修が行われた。グラウンドは天然芝に張り替えられ、加熱・排水システムも改善された。UEFAスタジアムカテゴリー3の要件を満たし、UEFAヨーロッパリーグやUEFAチャンピオンズリーグの試合も開催可能である。
2004年に収容能力3,570人、人工芝グラウンドの屋内アリーナが開場した。競技場の南側にはFCシェリフの選手とコーチのためのホテルコンプレックス、北側にはフットサルやバレーボール、バスケットボール、ハンドボールなどに使用される多目的スポーツホールがある。
プール施設では2014年から毎年モルドバの冬季水泳選手権が開催されている。